# Kardinalska imenovanja pape Urbana VIII.
Papa Urban VIII. za vrijeme svoga pontifikata (1623. – 1644.) održao je 8 konzistorija na kojima je imenovao ukupno 74 kardinala.

## Konzistorij 2. listopada 1623. (I.)
1. Francesco Barberini, stariji, nećak Njegove Svetosti

## Konzistorij 7. listopada 1624. (II.)
1. Antonio Barberini, stariji, O.F.M.Cap., brat Njegove Svetosti
2. Lorenzo Magalotti, referent Sudišta Apostolske signature pravde i milosti i tajnik Njegove Svetosti
3. Pietro Maria Borghese

## Konzistorij 19. siječnja 1626. (III.)
1. Luigi Caetani, antiohijski naslovni patrijarh
2. Denis-Simon de Marquemont, lyonski nadbiskup, Francuska
3. Ernest Adalbert von Harrach, praški nadbiskup, Češka
4. Bernardino Spada, damietanski naslovni nadbiskup, nuncij u Francuskoj, klerik Apostolske komore
5. Laudivio Zacchia, biskup Montefiasconea i Corneta, prefekt kućanstva Njegove Svetosti i Apostolske palače
6. Berlinghiero Gessi, biskup Riminija, guverner vojvodstva Urbino
7. Federico Cornaro, mlađi, bergamski biskup
8. Giulio Cesare Sacchetti, gravinski biskup, nuncij u Španjolskoj
9. Giandomenico Spinola, saslušatelj Apostolske komore
10. Giacomo Cavalieri, bilježnik Njegove Svetosti, saslušatelj Svete Rimske rote
11. Lelio Biscia, dekan Apostolske komore
12. Enrique Guzmán de Haros
13. Nicolas François de Lorraine-Vaudémont, upravitelj biskupije Toul, Francuska, brat lorenskoga vojvode[a][b]
14. Girolamo Vidoni, glavni blagajnik, predsjednik provincije Romagna[a]
15. Marzio Ginetti, prefekt Papinskoga kućanstva, tajnik Svete konzulte[a]

## Konzistorij 30. kolovoza 1627. (IV.)
1. Fabrizio Verospi, guverner Perugije i Umbrije
2. Gil Carrillo de Albornoz, arhiđako Burgosa, Španjolska
3. Pierre Bérulle, generalni superior Kongregacije oratorija u Francuskoj
4. Alessandro Cesarini, klerik Apostolske komore, referent Sudišta Apostolske signature pravde i milosti
5. Antonio Barberini, mlađi, nećak Njegove Svetosti, prior Viteškoga jeruzalemskog reda[c]
6. Girolamo Colonna[c]
7. Giambattista Pamphilj, antiohijski naslovni patrijarh, saslušatelj Svete Rimske rote, nuncij u Španjolskoj[d][e]
8. Giovanni Francesco Guidi di Bagno, patraski naslovni nadbiskup, cervijski biskup, nuncij u Francuskoj[d]

## Konzistorij 19. studenoga 1629. (V.)
1. Péter Pázmány, S.J., ostrogonski nadbiskup, Ugarska
2. Antonio Santacroce, seleucijski naslovni nadbiskup, nuncij u Poljskoj
3. Alphonse-Louis du Plessis de Richelieu, O.Carth., lyonski nadbiskup, Francuska
4. Giovanni Battista Maria Pallotta, solunski naslovni nadbiskup, nuncij u Austriji
5. Gregorio Naro, saslušatelj Apostolske komore
6. Luca Antonio Virili, saslušatelj Svete Rimske rote
7. Giangiacomo Teodoro Trivulzio, apostolski protonotar, klerik Apostolske komore
8. Diego Guzmán de Haros, seviljski nadbiskup, Španjolska[f]
9. Jan Olbracht Waza, S.J., krakovski biskup[g]
10. Ciriaco Rocci, patraski naslovni nadbiskup, nuncij u Austriji[h]
11. Cesare Monti, antiohijski naslovni patrijarh, milanski nadbiskup, nuncij u Španjolskoj[h]

## Konzistorij 28. studenoga 1633. (VI.)
1. Francesco Maria Brancaccio, kapacijski biskup
2. Alessandro Bichi, bishop Carpentrasa, nuncij u Francuskoj
3. Ulderico Carpegna, bishop Gubbija
4. Stefano Durazzo, glavni blagajnik Apostolske komore
5. Agostino Oreggi, razdjelitelj milostinje i teolog Njegove Svetosti, kanonik Patrijarhalne Vatikanske bazilike
6. Benedetto Ubaldi, saslušatelj Svete Rimske rote
7. Marcantonio Franciotti, saslušatelj Apostolske komore[i]

## Konzistorij 16. prosinca 1641. (VII.)
1. Francesco Maria Macchiavelli, carigradski naslovni patrijarh, ferarski biskup
2. Ascanio Filomarino, napuljski nadbiskup
3. Marcantonio Bragadin, biskup Vicenze
4. Ottaviano Raggi, saslušatelj Apostolske komore
5. Pierdonato Cesi, mlađi, glavni blagajnik Njegove Svetosti
6. Girolamo Verospi, saslušatelj Svete Rimske rote
7. Vincenzo Maculani, O.P., meštar Svete Apostolske palače
8. Francesco Peretti di Montalto
9. Giulio Gabrielli, klerik Apostolske komore
10. Jules Raymond Mazarin, kanonik Patrijarhalne Vatikanske bazilike, referent Sudišta Apostolske signature pravde i milosti
11. Virginio Orsini, vitez Viteškoga reda sv. Ivana Jeruzalemskoga
12. Rinaldo d'Este

## Konzistorij 13. srpnja 1643. (VIII.)
1. Giovanni Giacomo Panciroli, carigradski naslovni patrijarh
2. Fausto Poli, amasejski naslovni nadbiskup, prefekt kućanstva Njegove Svetosti
3. Lelio Falconieri, tebanski naslovni nadbiskup, tajnik Svete kongregacije za biskupe i redovnike
4. Gasparo Mattei, atenski naslovni nadbiskup
5. Cesare Facchinetti, damietanski naslovni nadbiskup i biskup Senigallije
6. Girolamo Grimaldi-Cavalleroni, seleucijski naslovni nadbiskup
7. Carlo Rossetti, tarški naslovni nadbiskup i biskup Faenze
8. Giambattista Altieri, bivši kamerinski biskup
9. Mario Theodoli, saslušatelj Apostolske komore
10. Francesco Angelo Rapaccioli, rizničar Apostolske komore
11. Francesco Adriano Ceva, referent Sudišta Apostolske signature pravde i milosti
12. Vincenzo Costaguti, klerik Apostolske komore
13. Giovanni Stefano Donghi, klerik Apostolske komore
14. Paolo Emilio Rondinini, klerik Apostolske komore
15. Angelo Giori, prefekt Papinskoga kućanstva
16. Juan de Lugo y de Quiroga, S.J.[j]
17. Achille d'Estampes de Valençay, vitez Malteškoga reda, general papinske vojske[j]